# Kurt Gloor
Kurt Gloor (Zúric, 8 de novembre de 1942 - † 20 de setembre de 1997) va ser un director de cinema suís.

## Biografia
Fill de l'inspector d'assegurances Kurt Gloor i la seva esposa Irma, née Surbeck, va estudiar disseny gràfic a la Zürcher Hochschule der Künste de Zuric. Va treballar a diversos estudis de Zuric i Viena i va ser ajudant de càmera en la producció de pel·lícules publicitàries.
El 1969 va fundar Kurt Gloor Filmproduktion i des d'aleshores va ser un cineasta independent anb crítica social que va treballar inicialment amb documentals com Die Landschaftsgärtner (1969) o Die grünen Kinder (1971). Fins al 1972 també fou director de fotografia. Les seves pel·lícules, que tractaven críticament el tòpic d'una Suïssa ideal, van polaritzar el públic. El president del cantó i el conseller del govern li van rebutjar el Zürcher Filmpreis que li va concedir el jurat per la seva pel·lícula Die grünen Kinder, que va ser una de les primeres a tractar la degradació del medi ambient a Suïssa.
Es va fer conegut pel gran públic amb el seu primer llargmetratge, Die plötzliche Einsamkeit des Konrad Steiner (La sobtada solitud de Konrad Steiner), protagonitzat per Sigfrit Steiner sobre un vidu vell que està a punt de ser posat en una residència per a gent gran, fou presentat al 26è Festival Internacional de Cinema de Berlín. Cinc anys més tard, el 1981 va dirigir Der Erfinder que va participar al 31è Festival Internacional de Cinema de Berlín. i va rebre el Premi OCIC al Festival Internacional de Cinema de Sant Sebastià 1981. I el 1984 va dirigir Mann ohne Gedächtnis que va participar al 34è Festival Internacional de Cinema de Berlín. El 1993 va començar a produir documentals per a televisió el 1993.
Kurt Gloor estava casat amb Verena Christen des del 1965 i tenia una filla anomenada Corina. El 1997 es va suïcidar després d'acabar la seva última pel·lícula. La seva tomba es troba al cementiri de Manegg.

## Filmografia
- 1967: ffft (curtmetratge)
- 1968: Hommage (curtmetratge)
- 1968: Mondo Karies (curtmetratge)
- 1969: Die Landschaftsgärtner (documental)
- 1970: Wanted (curtmetratge)
- 1970: Ex (documental)
- 1971: Die grünen Kinder (documental)
- 1972: Was halten Sie von autoritärer Erziehung? (curtmetratge -documental)
- 1973: Die besten Jahre (documental)
- 1976: Die plötzliche Einsamkeit des Konrad Steiner
- 1977: Em Lehme si Letscht
- 1979: Der Chinese
- 1980: Der Erfinder
- 1984: Mann ohne Gedächtnis
- 1991: Gesichter der Schweiz (Visages suisses) (Episodi: Wilhelm Tell)
- 1993: Jessica
- 1993: Traumjob für Schutzengel
- 1994: Blindlings ins Leben
- 1996: Lahmgelegt – Der Kunstmaler Klaus Spahni
- 1996: Mit einem Fuß im Jenseits – Leben nach dem Tod (documental)